# Gundam Ace
Gundam Ace (ガンダムエース, Gandamu Eesu, parfois écrit « Gundam A » au Japon) est un magazine de prépublication de mangas mensuel de type shōnen édité par Kadokawa Shoten depuis 2001, principalement centré sur la franchise Gundam. Une version en chinois est aussi publiée par Kadokawa Media (Taiwan).

## Présentation
Après sa première publication le 25 juin 2001, Gundam Ace change plusieurs fois de période au début : trimestriel les trois premiers numéros, bimensuel du quatrième au neuvième, puis finalement mensuel dès le dixième (paru le 25 avril 2005). Le premier rédacteur en chef, Hideaki Kobayashi, a été remplacé par Hirao Tomoya en 2007. Au début, Gundam Ace est conçu comme une édition spéciale du célèbre magazine Newtype, mais devient plus indépendant dès le cinquième numéro, probablement en raison du succès rencontré par le premier numéro dont le tirage (100 000 exemplaires) est rapidement épuisé.
Enfin, le magazine est considéré comme le canon (publication la plus officielle) de l'univers Gundam par le créateur de la franchise Yoshiyuki Tomino.

## Contenu
En plus des mangas, Gundam Ace contient divers éléments classiques des magazines de prépublications au Japon, comme des informations sur les prochaines sorties et les produits dérivés, des interviews, des planches d'art, des sondages, etc.
La plupart des numéros sont accompagnés d'un petit « cadeau » (CD-ROM, couvertures de mangas exclusives, calendrier, portes-clés...). Le but est bien sûr de promouvoir telle ou telle série ; par exemple dans les trois numéros précédant la sortie de Mobile Suit Gundam 00, le magazine offrit posters, autocollants et dessins à colorier basés sur cet anime. Le prix (580 yens de base) peut d'ailleurs varier en fonction des offres spéciales.

## Mangas publiés
La plupart des mangas publiés dans le magazine ont un but promotionnel (adaptation de séries ou de jeux vidéo récents) ou constituent une parodie de Gundam.
- Mobile Suit Gundam : The Origin
- Mobile Suit Gundam : Char's Deleted Affair
- Axis' Hamaan-san
- Mobile Suit Gundam : Lost War Chronicles
- Mobile Suit Gundam Gaiden : Sora, senkou no hate ni...
- Gundam Legacy
- Mobile Suit Gundam : Ixtab of Space
- Mobile Suit Gundam : École du Ciel
- Mobile Suit Gundam SEED Astray
- Mobile Suit Gundam SEED X Astray
- Mobile Suit Gundam SEED Destiny Astray
- Mobile Suit Gundam SEED C.E. 73 Δ Astray
- After War Gundam X : Under the Moonlight
- Mobile Suit Gundam SEED Destiny : The Edge
- Mobile Suit Gundam : Ore wa Renppou Guren Tai
- Mobile Suit Gundam-san
- Tony Takezaki's Gundam manga
- Inu Gundam
- Mobile Suit Buyo Gundam
- Imouto Gundam
- Mobile Suit Gundam Climax U.C. - Tsumuga re shi kettou
- Mobile Suit Gundam ZZ Gaiden : Zion no genyou
- Mobile Suit Crossbone Gundam : The Steel Seven
- Mobile Suit Gundam MS IGLOO : Revelations 0079
- Developers Mobile Suit Gundam Before One Year War
- Mobile Suit Z Gundam : Day After Tomorrow - Kai Shinden's report
- Gunota no Onna
- Operation Troy
- Wings of Rean
- Mobile Suit Gundam 00F
- Mobile Suit Gundam 00I